# Gare de Plœuc - L’Hermitage
Gare de Plœuc - L'Hermitage egy bezárt vasútállomás Franciaországban, 
- L’Hermitage-Lorge
- Plœuc-L'Hermitage

 településen. A forgalom 2006-ban szűnt meg.

## Vasútvonalak
Az állomást az alábbi vasútvonalak érintik:
- Saint-Brieuc–Pontivy-vasútvonal

## Kapcsolódó állomások
A vasútállomáshoz az alábbi állomások vannak a legközelebb: